# Barratt-Milnor-Sphäre
Im mathematischen Teilgebiet der algebraischen Topologie sind die Barratt-Milnor-Sphären ein Beispiel eines kompakten endlich-dimensionalen Raumes, dessen Homologiegruppen in beliebig hohen Graden nicht verschwinden und sogar überabzählbare Dimension haben. Sie sind nach Michael Barratt und John Milnor benannt.

## Definition
Die {\displaystyle k}-dimensionale Barratt-Milnor-Sphäre kann definiert werden als
{\displaystyle X=\bigcup _{n\in \mathbb {N} }\left\{(x_{0},x_{1},\ldots ,x_{k})\in \mathbb {R} ^{k+1}:{\Bigl (}x_{0}-{\frac {1}{n}}{\Bigr )}^{2}+x_{1}^{2}+\ldots +x_{k}^{2}={\frac {1}{n^{2}}}\right\}}.
Es handelt sich also um eine abzählbare Vereinigung von {\displaystyle k}-Sphären, die einen einzelnen Punkt gemeinsam haben und deren Topologie von einer Metrik kommt, in der die Durchmesser der Sphären mit wachsendem {\displaystyle n} gegen Null konvergieren.
Für {\displaystyle k=1} erhält man den Hawaiischen Ohrring. Die Bezeichnung Barratt-Milnor-Sphäre wird nur für {\displaystyle k>1} verwendet.

## Homologiegruppen
Für {\displaystyle q\equiv 1\ mod\ (r-1),q>1} sind die singulären Homologiegruppen {\displaystyle H_{q}(X;\mathbb {Q} )} nicht Null und sogar überabzählbar.

## Eigenschaften
Die {\displaystyle k}-dimensionalen Barratt-Milnor-Sphären sind {\displaystyle (k-1)}-zusammenhängend und lokal {\displaystyle (k-1)}-zusammenhängend.
Sie sind aber nicht semilokal {\displaystyle k}-zusammenhängend. 
Sie sind kompakt und {\displaystyle k}-dimensional.
Sie sind die Einpunkt-Kompaktifizierung einer abzählbaren Vereinigung von {\displaystyle \mathbb {R} ^{k}}s.